# 폴리카프 쿠시
폴리카프 쿠시(영어: Polykarp Kusch, 독일어: Polykarp Kusch 폴뤼카르프 쿠슈[*], 1911년 1월 26일 ~ 1993년 3월 20일)는 1955년 윌리스 유진 램과 함께 전자의 자기 모멘트가 그 이론적인 양보다 크다는 것을 정밀하게 측정하여 양자 역학에 혁신을 제기한 공로로 노벨 물리학상을 받은 독일계 미국인 물리학자다.
그는 1931년에 케이스웨스턴리저브 대학교에서 학사 학위를 취득했고 일리노이 대학교에서 1933년에 박사 학위를 취득했다. 그는 그의 경력의 대부분을 뉴욕 시에 위치한 콜럼비아 대학교에서 보냈는데, 텍사스 대학교 댈러스가 개교하기 몇 년 전에는 교무처장 직을 맡기도 하였다. 콜럼비아 대학교에서 그는 레이저의 발명자인 고든 고울드의 지도교수이기도 했다.
케이스웨스턴리저브 대학교의 남부 캠퍼스에 있는 기숙사 건물 이름은 그의 이름을 따서 쿠시 하우스(Kusch House)라고 이름 붙여졌다.